# Kollenberger Forst
Der Kollenberger Forst war bis 2008 ein 2,72 km² (genau 2.724.695 m²) großes gemeindefreies Gebiet im Landkreis Miltenberg im bayerischen Spessart. Das Gebiet ist nahezu vollständig bewaldet. Der Kollenberger Forst lag zwischen Fechenbach, einem Ortsteil der Gemeinde Collenberg und der Gemeinde Dorfprozelten. Die höchste Erhebung ist die Kreuzhöhe mit 347 m ü. NN. Am 1. Januar 2009 wurde ein Teil des Gebietes nach Collenberg, der andere nach Dorfprozelten eingemeindet. Auch die Gemarkung Kollenberger Forst wurde aufgelöst und in die Gemarkungen Fechenbach (Gemeinde Collenberg) und Dorfprozelten eingegliedert.
In die Gemarkung Fechenbach wurden 41 Flurstücke mit 178,64 Hektar (genau 1.786.466 m²) eingegliedert, und in die Gemarkung und Gemeinde Dorfprozelten 18 Flurstücke mit 93,83 Hektar (938.251 m²).